# Raúl Pizarro
Raúl Pizarro (* 12. März 1973 in San Isidro, Argentinien) ist ein argentinischer römisch-katholischer Geistlicher und Weihbischof in San Isidro.

## Leben
Raúl Pizarro empfing am 23. Oktober 1998 das Sakrament der Priesterweihe für das Bistum San Isidro. Nach seiner Priesterweihe war er zehn Jahre lang in der Pfarrseelsorge tätig. Von 2009 bis 2015 war er Kanzler der Diözesankurie und Regens des Priesterseminars. 2015 wurde Pizarro Generalvikar des Bistums. Vor seiner Ernennung zum Weihbischof war er zuletzt Pfarrer der Pfarrei Santa Rita.
Am 19. Dezember 2020 ernannte ihn Papst Franziskus zum Titularbischof von Ausana und zum Weihbischof in San Isidro. Die Bischofsweihe spendete ihm der Bischof von San Isidro, Óscar Vicente Ojea Quintana, am 26. Februar des folgenden Jahres im Colegio Marín in San Isidro. Mitkonsekratoren waren dessen Vorgänger Alcides Jorge Pedro Casaretto und der Weihbischof in San Isidro, Guillermo Caride. Pizarro ist zudem Vizepräsident der diözesanen Caritas. In der Argentinischen Bischofskonferenz ist Pizarro Mitglied der bischöflichen Kommission für das Leben, Laien und Familie. In der Amtszeit ab 2024 ist er deren Generalsekretär.